# Walter Baseggio
 (novembre 2013).
Si vous disposez d'ouvrages ou d'articles de référence ou si vous connaissez des sites web de qualité traitant du thème abordé ici, merci de compléter l'article en donnant les références utiles à sa vérifiabilité et en les liant à la section « Notes et références ».
Walter Baseggio, né le 19 août 1978 à Clabecq en Belgique, est un footballeur international belge. Fils d'immigrés italiens, il est naturalisé belge à 14 ans.

## Biographie
Fils de parents italiens, Baseggio a débuté à 17 ans pour Anderlecht contre le Standard de Liège. Il marque son premier but en Championnat de Belgique de football le 10 novembre 1996 contre le Club Bruges KV avec une tête sur corner en tout début de match.
International belge, il a joué pour Anderlecht jusqu'à janvier 2006, quand il a été prêté au Trévise FBC jusqu'à la fin de la saison.
Il a également été élu meilleur jeune à deux reprises et footballeur pro de l'année une fois.
Après son séjour d'un an au Trévise FC (Italie), Walter Baseggio revient à son tout premier club qui est le RSC Anderlecht.
En 2005, le club de La Louvière voulu faire rejouer un match, mettant en cause un but de Baseggio car le ballon aurait éclaté avant de franchir la ligne de but. 
Durant le mercato d'été 2007, Walter Bassegio est cité avec insistance du côté du RAEC Mons, puis également au Sporting de Charleroi. Mais le joueur se montre trop gourmand financièrement, et décide également de faire confiance à l'entraîneur Franky Vercauteren, qui promet de lui donner une chance. Cette promesse ne sera jamais tenue, la rancune de Vercauteren depuis un différend musclé avec son joueur l'emportera sur l'honnêteté et le respect des engagements. 
Le 29 janvier 2008, Walter signe au Royal Excelsior Mouscron où il va retrouver comme entraîneur son ancien équipier, l'ancien international belge, Enzo Scifo.
Le 17 février 2008, Anderlecht accueille Mouscron pour la 22e journée de championnat.  Les supporters d'Anderlecht le soutiennent durant tout le match. Après le match, Baseggio va saluer les supporters mauves, en larmes.
Le samedi 15 mars 2008, il inscrit son premier but sous le maillot hurlu d'un coup franc des 30m face au RSC Charleroi.
Le vendredi 3 septembre 2008, il inscrit son troisième but pour Mouscron, contre son tout premier club, le RSC Anderlecht. 
Sans club depuis le dépôt de bilan d'Excelsior Mouscron en décembre 2009, il signe en mai 2010 en deuxième division belge à l'AFC Tubize ou il joue jusqu'en juin 2012.
Souffrant d'un cancer de la thyroïde, il subit une opération qui lui retire la tumeur.  
En octobre 2018, il est élu sur la liste Equipe du Bourgmestre de la commune de Tubize (Brabant Wallon); il occupe depuis le poste d'échevin de la jeunesse et des sports .

## Carrière de joueur

### En club
- 1996 - décembre 2005  :  RSC Anderlecht
- janvier 2006 - janvier 2007 : Trévise FC
- janvier 2007 - janvier 2008  :  RSC Anderlecht
- janvier 2008 - décembre 2009  :  Royal Excelsior Mouscron
- janvier 2010 - juin 2012 :  AFC Tubize
- 2011-2012 :  Patro Lensois (P2 liégeoise)
- 2012-2013 :  ES Brainoise (P3 brabançonne)

## Palmarès
- Champion de Belgique - 2000, 2001, 2004, 2007 avec le RSC Anderlecht
- Coupe Belge de la Ligue - 2000 avec le RSC Anderlecht
- Footballeur Pro de l'année - 2001 avec le RSC Anderlecht
- Jeune Pro de l'année en 1999 et 2000 avec le RSC Anderlecht.